# Ломбардский язык
Ломба́рдский язы́к (ломба́рдское наре́чие; ломб. lengua lumbarda, lumbaard, lumbaart) — один из галло-итальянских языков, также известных как цизальпинские языки, распространённый в Северной Италии. Традиционно относится к «итальянским диалектам».
На нём говорят итальянцы областей Ломбардия и Тренто в Италии и италошвейцарцы в Южной Швейцарии (кантоны Тичино и Граубюнден). Два основных наречия — западно-ломбардское и восточно-ломбардское — различаются довольно сильно и не являются до конца взаимопонимаемыми, поэтому их иногда рассматривают как отдельные языки.

## История развития и современное состояние
Ломбардский язык, хотя и развился, как и все другие романские, из позднелатинского разговорного языка, сильно отличается от тосканского диалекта — официального на территории современной Италии. Ломбардскому ближе провансальский и французский языки, так как в нём, в отличие от тосканского и всех диалектов к югу от линии Специя-Римини, сильны субстратные кельтские и суперстратные германские влияния, связанные с расселением в регионе значительного количества германских племён — лангобардов. Достигнув определённой популярности и наивысшего развития в средние века — в эпоху могущества и экономической мощи Миланского герцогства, он утрачивает свои позиции после объединения Италии в конце XIX и особенно во второй половине XX века, с распространением средств массовой информации и официальным насаждением итальянского литературного языка, основанного на тосканском стандарте.
Тем не менее, в силу экономической мощи индустриально развитого севера по сравнению с отсталым аграрным югом и полуаграрным центром страны, западный диалект продолжает влиять на стандартный итальянский по мере распространения того на север страны.
Северная Лига, представлявшая регион в правительстве, жаждала независимости края и, соответственно, укрепления позиций западноломбардского языка вплоть до придания ему официального статуса в регионе как механизма дистанцирования германизированной североевропейской идентичности региона от средиземноморской «латинской» культуры, склонной, по их мнению, к бедности и технологической отсталости.
Диалекты западноломбардского ареала имеют относительно сильные позиции в итальянской Швейцарии, в районе Лугано и используются шире, в том числе и в повседневном общении, чем на территории республики Италия.

## Ломбардская Википедия
Существует раздел Википедии на ломбардском языке («Ломбардская Википедия»), первая правка в нём была сделана в 2005 году. По состоянию на 10:26 (UTC) 16 июля 2025 года раздел содержит 77 487 статей (общее число страниц — 149 725); в нём зарегистрировано 47 896 участников, трое из них имеют статус администратора; 31 участник совершил какие-либо действия за последние 30 дней; общее число правок за время существования раздела составляет 1 310 419.